# Pescate
Pescate is een gemeente in de Italiaanse provincie Lecco (regio Lombardije) en telt 2120 inwoners (31-12-2004). De oppervlakte bedraagt 2,1 km², de bevolkingsdichtheid is 991 inwoners per km².
De volgende frazioni maken deel uit van de gemeente: Pescalina, Insirano, Torrette Inferiori, Torrette Superiori.

## Demografie
Pescate telt ongeveer 837 huishoudens. Het aantal inwoners steeg in de periode 1991-2001 met 10,4% volgens cijfers uit de tienjaarlijkse volkstellingen van ISTAT.
| Jaar | Inwoneraantal |
| ---- | ------------- |
| 1991 | 1797          |
| 2001 | 1983          |

## Geografie
Pescate grenst aan de volgende gemeenten: Galbiate, Garlate, Lecco.